# アレクシ・ボゼッティ
アレクシ・ボゼッティ（Alexy Bosetti 、1993年4月23日 - ）は、フランス・ニース出身のプロサッカー選手。ポジションはフォワード。

## 経歴

### クラブ
地元クラブであるOGCニースの下部組織出身。2012年5月20日、リーグ・アンのオリンピック・リヨン戦で途中出場しトップデビュー。11月28日、クープ・ドゥ・ラ・リーグのモンペリエHSC戦でプロ初ゴールをマーク。
2015年7月15日、トゥールFCに買い取りオプションなしのレンタルで加入。2016年1月、ノルウェーのサルプスボルグ08にシーズン終了までのレンタルで加入。
2017年夏、契約満了によりニースを退団。その後、リーグ・ドゥのスタッド・ラヴァルにフリーで加入。

### 代表
年代別のフランス代表歴がある。2013年、トルコで開催されたU-20ワールドカップに参加した。